# Santisukia kerrii
Santisukia kerrii là một loài thực vật có hoa trong họ Chùm ớt. Loài này được (Barnett & Sandwith) Brummitt miêu tả khoa học đầu tiên năm 1992.